# Anna Anthony
Anna Anthony, född 30 mars 1971 i Stockholm, är en svensk filmproducent.
Anthony har gjort film sedan år 2000 då hon producerade Josef Fares långfilm Jalla! Jalla!. Sedan dess har hon producerat samtliga Fares filmer. Hon har även varit producent för Susanne Biers filmer Hämnden och Bröder samt Per Flys Arvet och Dråpet. Under drygt 20 år arbetade hon för Memfis Film där hon även var delägare. 2015 startade hon tillsammans med Anna Croneman och Charlotta Denward produktionsbolaget AVANTI FILM.

## Producent
- 2000 Jalla! Jalla!
- 2001 Leva livet
- 2003 Kopps
- 2003 Arvet
- 2004 Bröder
- 2004 Elixir
- 2005 Dråpet
- 2005 Zozo
- 2005 Naboer
- 2006 Farväl Falkenberg
- 2007 De glömda själarnas ö
- 2007 Leo
- 2008 Flickor och pojkar som dansar
- 2010 Hämnden
- 2010 Farsan
- 2017 – All inclusive
- 2018 Unga Astrid
- 2018 Scener ur natten
- 2022 – Comedy Queen

## Priser och utmärkelser
- Kurt Linders stipendium år 2004
- Nordiska rådets filmpris år 2006 för Zozo